# Henry Ludwell Moore
Pour les articles homonymes, voir Moore.
Henry Ludwell Moore est un économiste américain né le 21 novembre 1869 et mort le 28 avril 1958. Il est connu pour ses travaux précurseurs en économétrie.